# Gerlach-Empire
Gerlach-Empire é uma Região censo-designada localizada no estado americano de Nevada, no Condado de Washoe.

## Demografia
Segundo o censo americano de 2000, a sua população era de 499 habitantes.

## Geografia
De acordo com o United States Census Bureau tem uma área de
243,7 km², dos quais 243,7 km² cobertos por terra e 0,0 km² cobertos por água.

## Localidades na vizinhança
O diagrama seguinte representa as localidades num raio de 92 km ao redor de Gerlach-Empire.